# Лепский, Максим Николаевич
Макси́м Никола́евич Ле́пский (род. 8 апреля 1992, Ялта, Автономная республика Крым, Украина) — российский футболист, нападающий.

## Карьера
В 2010—2012 годах выступал во Втором дивизионе за «Рубин-2» и «Сокол». В 2013 году перешёл в «Ростов». Дебютировал в Премьер-Лиге 4 мая 2013 года в матче против «Кубани» (0:2), выйдя на замену вместо Тимофея Маргасова на 63 минуте. В 2014 году был арендован «Химками». В 2015—2016 годах защищал цвета пензенского «Зенита». Зимой 2017 года перебрался в чемпионат Белоруссии, подписав контракт с «Нафтаном». Летом того же года покинул клуб, после чего завершил профессиональную карьеру.